# Corasmis
Els corasmis (en llatí chorasmii, en grec antic Χωράσμιοι) eren un poble de la Sogdiana esmentat per diversos autors antics. Van donar nom al país de Coràsmia (Khivà). Es creu que eren d'origen escita i emparentats amb els daes, massàgetes i sogdians. Hecateu diu que tenien una ciutat anomenada Coràsmia.
Bandes de corasmis van assolar Síria entre la mort de Djalal al-Din Manguberti i la meitat del segle xiii; aquestes bandes no eren exclusivament corasmis sinó més aviats turcmans que havien estat al servei del xa de Coràsmia i que eliminat aquest pels mongols, marxaven per saquejar o fer de mercenaris sota comandament de diversos caps.